# 바르티 에어텔
바르티 에어텔(Bharti Airtel Limited) 또는 간단히 에어텔(Airtel)은 인도 델리에 위치한 인도의 글로벌 전기통신 서비스 기업이다. 남아시아, 아프리카에 이르는 18개국과 채널 제도에서 운영 중이다. 에어텔은 운영 국가에 따라 GSM, 3G, 4G, LTE, 4G+ 모바일 서비스, 고정 라인 브로드밴드, 음성 서비스를 제공한다. 에어텔은 잠무 카슈미르주를 제외한 인도 통신 전반에 VoLTE 기술을 도입하였으며 안다만은 곧 출시 예정이다. 193,790,000명 이상의 구독자를 갖추면서 인도에서 3번째로 큰 모바일 통신 사업자이며 전 세계에서 2번째로 큰 모바일 통신 사업자이다.

## 국제 사업

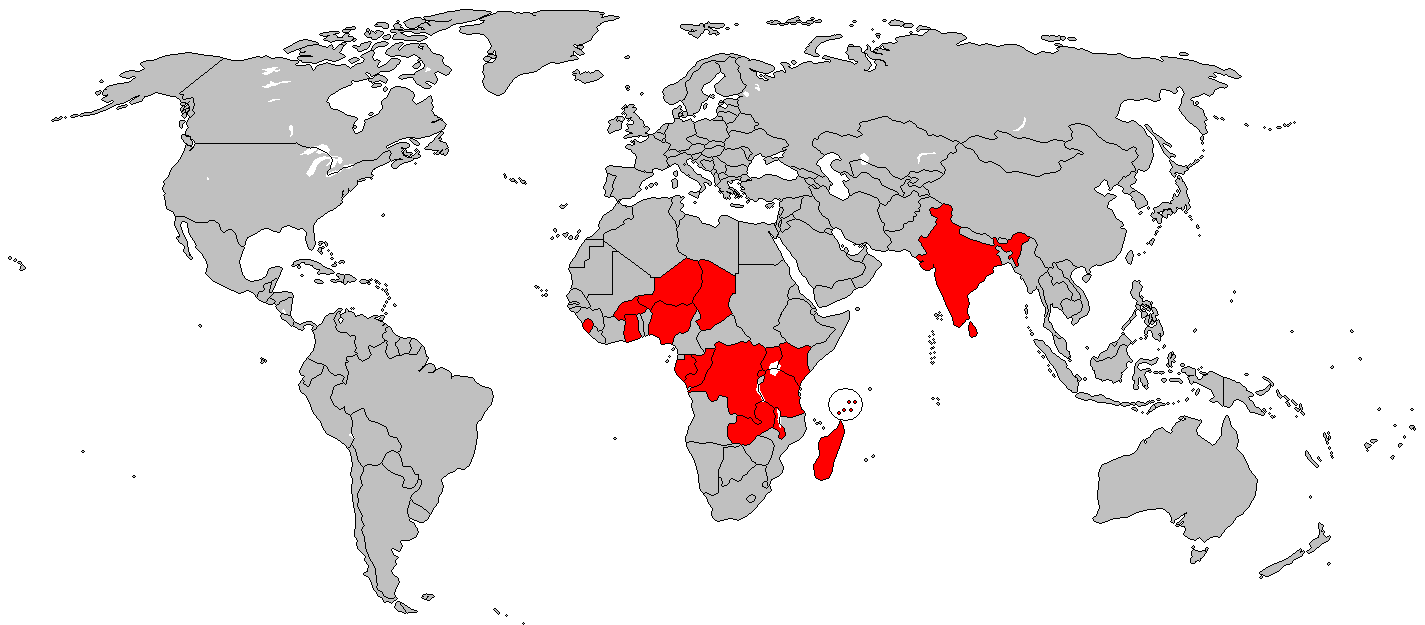
19개국에 걸쳐 운영 중인 바르티 에어텔의 커버리지 지도

| 국가                         | 운영 사업자 이름  |
| ---------------------------- | ----------------- |
| 방글라데시                   | Robi              |
| 차드                         | airtel Chad       |
| 콩고 민주 공화국             | airtel DRC        |
| 가봉                         | airtel Gabon      |
| 가나                         | airteltigo        |
| 인도                         | airtel India      |
| 케냐                         | Airtel Kenya      |
| 마다가스카르                 | airtel Madagascar |
| 말라위                       | airtel Malawi     |
| 니제르                       | airtel Niger      |
| 나이지리아                   | airtel Nigeria    |
| 콩고 공화국                  | airtel Congo B    |
| 르완다                       | airtel Rwanda     |
| 세이셸                       | airtel Seychelles |
| 스리랑카                     | airtel Sri Lanka  |
| 탄자니아                     | airtel Tanzania   |
| 우간다                       | airtel Uganda     |
| 잠비아                       | airtel Zambia     |
| 채널 제도† : 저지 섬 건지 섬 | Airtel-Vodafone   |

## 같이 보기
- 싱텔
- 이동 통신망 사업자 목록